# Prix de l'Opéra
Groupe 1
Le Prix de l'Opéra est une course hippique de plat se déroulant le premier week-end du mois d'octobre, le jour du Prix de l'Arc de Triomphe, sur l'hippodrome de Longchamp.
C'est une course de Groupe I (depuis 2000) réservée aux juments de trois ans et plus.
Le Prix de l'Opéra se court sur la distance de 2000 mètres, sur la grande piste de Longchamp, et son allocation s'élève à 400 000 €. Avant de devenir une course de Groupe I, la distance était de 1850 mètres.
Elle se déroule le même week-end que le Prix de l'Arc de Triomphe, le Prix du Cadran, le Prix de l'Abbaye de Longchamp, le Prix Marcel Boussac, le Prix de la Forêt et le Prix Jean-Luc Lagardère.

## Palmarès depuis 2000
| Année | Vainqueur          | Âge | Pays        | Père             | Jockey               | Entraîneur           | Propriétaire              | Temps   |
| ----- | ------------------ | --- | ----------- | ---------------- | -------------------- | -------------------- | ------------------------- | ------- |
| 2024  | Friendly Soul      | 3   | Royaume-Uni | Kingman          | Kieran Shoemark      | John & Thady Gosden  | George Strawbridge        | 2'07"96 |
| 2023  | Blue Rose Cen      | 3   | France      | Churchill        | Aurélien Lemaître    | Christopher Head     | Yeguada Centurion         | 2'03"71 |
| 2022  | Place du Carrousel | 3   | France      | Lope de Vega     | Mickaël Barzalona    | André Fabre          | Al Shaqab Racing          | 2'12"64 |
| 2021  | Rougir             | 3   | France      | Territories      | Maxime Guyon         | Cédric Rossi         | Haras de la Gousserie     | 2'11"15 |
| 2020  | Tarnawa            | 4   | Irlande     | Shamardal        | Christophe Soumillon | Dermot Weld          | S.A. Aga Khan             | 2'12"87 |
| 2019  | Villa Marina       | 3   | France      | Le Havre         | Olivier Peslier      | Carlos Laffon-Parias | Darpat France Sarl        | 2'09"09 |
| 2018  | Wild Illusion      | 3   | Royaume-Uni | Dubawi           | William Buick        | Charlie Appleby      | Godolphin                 | 2'04"32 |
| 2017* | Rhododendron       | 3   | Irlande     | Galileo          | Jamie Heffernan      | Aidan O'Brien        | Smith, Magnier & Tabor    | 2'03"60 |
| 2016* | Speedy Boarding    | 4   | Royaume-Uni | Shamardal        | Frederik Tylicki     | James Fanshawe       | Helena Springfield Ltd    | 2'02"03 |
| 2015  | Covert Love        | 3   | Royaume-Uni | Azamour          | Patrick-J. Smullen   | Hugo Palmer          | Fomo Syndicate            | 2'04"43 |
| 2014  | We Are             | 3   | France      | Dansili          | Thierry Jarnet       | Freddy Head          | George Strawbridge        | 2'02"33 |
| 2013  | Dalkala            | 4   | France      | Giant's Causeway | Christophe Soumillon | Alain de Royer-Dupré | S.A. Aga Khan             | 2'09"03 |
| 2012  | Ridasiyna          | 3   | France      | Motivator        | Christophe Lemaire   | Mikel Delzangles     | S.A. Aga Khan             | 2'11"13 |
| 2011  | Nahrain            | 3   | Royaume-Uni | Selkirk          | Lanfranco Dettori    | Roger Varian         | Cheik Ahmed Al Maktoum    | 2'02"74 |
| 2010  | Lily Of The Valley | 3   | France      | Galileo          | Ioritz Mendizabal    | Jean-Claude Rouget   | Bernard Barsi             | 2'09"80 |
| 2009  | Shalanaya          | 3   | France      | Lomitas          | Maxime Guyon         | Mikel Delzangles     | S.A. Aga Khan             | 2'01"80 |
| 2008  | Lady Marian        | 3   | Allemagne   | Nayef            | Dominique Bœuf       | Werner Baltromei     | Rennstall Gestüt Hachtsee | 2'03"80 |
| 2007  | Satwa Queen        | 5   | France      | Muhtathir        | Thierry Thulliez     | Jean de Roualle      | Steven & Gillian Lamprell | 2'03"80 |
| 2006  | Mandesha           | 3   | France      | Desert Style     | Christophe Soumillon | Alain de Royer-Dupré | Princesse Zahra Aga Khan  | 2'00"90 |
| 2005  | Kinnaird           | 4   | Royaume-Uni | Dr Devious       | Kevin Darley         | Patrick Haslam       | Renata Jacobs             | 2'04"60 |
| 2004  | Alexander Goldrun  | 3   | Irlande     | Gold Away        | K.-J. Manning        | Jim Bolger           | Mme N. O'Callaghan        | 2'02"30 |
| 2003  | Zee Zee Top        | 4   | Royaume-Uni | Zafonic          | Kieren Fallon        | Sir Michael Stoute   | Helena Springfield Ltd    | 2'08"00 |
| 2002  | Bright Sky         | 3   | France      | Wolfhound        | Dominique Bœuf       | Elie Lellouche       | Ecurie Wildenstein        | 2'02"30 |
| 2001  | Terre à Terre      | 4   | France      | Kaldounévées     | Christophe Soumillon | Eric Libaud          | Mme Henri Devin           | 2'19"30 |
| 2000  | Petrushka          | 3   | Royaume-Uni | Unfuwain         | Johnny Murtagh       | Sir Michael Stoute   | Highclere Thor. Racing    | 2'02"00 |

* Édition disputée à Chantilly.